# Myrioblephara brunnea
Myrioblephara brunnea là một loài bướm đêm trong họ Geometridae.